# Bathmen
Bathmen (Nedersaksisch: Battûm ([bɑtəm])) is een dorp en voormalige gemeente in de Nederlandse provincie Overijssel. Sinds 2005 is het een deel van de gemeente Deventer. Het inwonertal (dorp en buitengebied) bedroeg 5.705 in 2023 en de oppervlakte is 26,48 km², waarvan 0,24 km² water.
Bathmen ligt tussen de Schipbeek in het zuiden en de spoorlijn Deventer-Almelo in het noorden. Het dorp ligt aan de autosnelweg A1 en heeft een eigen afslag (25). Station Bathmen werd in de jaren vijftig opgeheven.

## Geschiedenis
Tot de gemeentelijke herindeling op 1 januari 2005 was Bathmen een zelfstandige gemeente, waarna het aan de gemeente Deventer werd toegevoegd. Hier was veel weerstand tegen, omdat Bathmen een landelijk karakter heeft en hierdoor onder stedelijk bestuur kwam. Men heeft getracht zelfstandig te blijven, of desnoods te mogen fuseren met de Gelderse gemeente Lochem. Maar het voorstel haalde het niet en Bathmen werd samengevoegd met Deventer. Uit een peiling die tien jaar later werd gehouden bleek dat de meeste inwoners van Bathmen nog steeds overwegend negatief waren over de samenvoeging.
Tot Bathmen behoren naast het dorp Bathmen ook de dorpen en buurtschappen Apenhuizen, Dortherhoek, Loo, Pieriksmars en Zuidloo.

## Sport en ontspanning
Bij de Algemene Bathmense Sportvereniging (ABS) worden in onder andere sporthal de Uutvlog sporten als voetbal, handbal, volleybal, zwemmen en turnen beoefend. Sinds 1988 kunnen senioren sporten bij SIVO (Sport Instuif Voor Ouderen).
Bij Bathmen wordt in het voorjaar elk jaar de Schipbeeksurvival georganiseerd, een sportieve tocht met hindernissen waarvan de beek een belangrijk onderdeel uitmaakt.
Scoutinggroep James Lovell heeft in Bathmen een eigen clubhuis.
Bathmen geniet enige regionale bekendheid vanwege de aanwezigheid van discotheek/feestzaal/restaurant Boode. Deze discotheek is vooral bekend doordat ze tientallen jaren op zondagavond geopend was.
Tot 2008 waren er de jaarlijkse Battumse Bêkefeesten, een muziekfeest dat werd georganiseerd in de lokale manege.
Bathmen heeft de oudste Oranjevereniging van Nederland, opgericht in 1814.

## Bekende inwoners

### Geboren in Bathmen
- Bart Kolkman (1945), voetballer
- Tina Nijkamp (1972), programmadirecteur televisie
- Kirsten van den Hul (1976), politica en publiciste

### Woonachtig geweest in Bathmen
- De schrijver Belcampo (1902-1990) woonde enkele jaren in Bathmen en had er een praktijk als huisarts
- Janet Ossebaard (1966-2023), documentairemaakster, auteur, complotdenker
- Hans Kazàn (1953), goochelaar en presentator

### Overleden in Bathmen
- Jan Veenstra, voetballer
- Herman Wisselink (1918-1995), politicus en leraar